# آرتور لودر
آرتور لودر (به انگلیسی: Arthur Lowder) بازیکن فوتبال زادهٔ ۱۸۶۲ اهل انگلستان بود که سابقهٔ بازی در تیم ملی فوتبال انگلستان را در کارنامهٔ خود دارد. وی در تاریخ ۲۳ فوریه ۱۸۸۹ تنها بازی ملی خود را در مقابل تیم ملی فوتبال ولز انجام داده.